# المنظور المختلف لتاراك ميهتا
المنظور المختلف لتاراك ميهتا (بالهندية: तारक मेहता का उल्टा चश्मा) هو مسلسل دراما تم إنتاجه في الهند. بدأ عرضه في سنة 2008. بلغ عدد حلقاته 2282 حلقة، وتبلغ مدة الحلقة الواحدة 20 دقيقة. تم بث المسلسل لأول مرة بتاريخ 28 يوليو 2008. من بطولة ديليب جوشي، ديشا فاكاني وراج أنادكات. تدور القصة عن حياة الناس في مجمع سكني في مومباي وبالتحديد حول حياة ثمان عائلات.

## روابط خارجية
- المنظور المختلف لتاراك ميهتا على موقع IMDb (الإنجليزية)
- المنظور المختلف لتاراك ميهتا على موقع كينوبويسك (الروسية)
- المنظور المختلف لتاراك ميهتا على موقع قاعدة بيانات الفيلم (الإنجليزية)